# 国際連帯税創設を求める議員連盟
国際連帯税創設を求める議員連盟（こくさいれんたいぜいそうせつをもとめるぎいんれんめい、英: Parliamentary Group on International Solidarity Levy）は、2008年2月28日、国際連帯税推進を目的に自民党衆議院議員の津島雄二を中心に設立された日本の超党派の議員連盟。略称はPGISL。通称「国際連帯税議連」。

## 目的
国際連帯税議連はその設立趣意書で次の目標を掲げている。
1. 国際連帯税制度の研究のための勉強会の開催
2. 「連帯税に関するリーディング・グループ」への政府参加の実現
3. 政府による同リーディング・グループ内の「CTDL（通貨取引開発税）タスクフォース」議長国の引受け

## 会員
設立当初の会員は衆参両院合わせて34名となっている。

### 衆議院
衆議院からは7名の国会議員が参加している。
- 寺田稔（自由民主党）
- 林芳正（自由民主党）
- 大串博志（立憲民主党）
- 岡田克也（立憲民主党）
- 平岡秀夫（立憲民主党）
- 古川元久（国民民主党）
- 北神圭朗（無所属・有志の会）

### 参議院
参議院からは6名の国会議員が参加している。
- 浅尾慶一郎（自由民主党）
- 上田勇（公明党）
- 谷合正明（公明党）
- 大門実紀史（共産党）
- 仁比聡平（共産党）
- 福島瑞穂（社民党）

## 引退・落選議員
- 岩國哲人（2009年に引退）
- 津島雄二（2009年に引退）
- 神崎武法（2010年に引退）
- 峰崎直樹（2010年に引退）
- 犬塚直史（2010年に落選）
- 田村耕太郎（2010年に落選）
- 広中和歌子（2010年に落選）
- 与謝野馨（2012年に引退）
- 加藤紘一（2012年に落選）
- 加藤修一（2013年に引退）
- 川口順子（2013年に引退）
- 小池百合子（2016年に議員辞職）
- 大久保勉（2016年に引退）
- 尾立源幸（2016年に落選）
- 谷垣禎一（2017年に引退）
- 塩崎恭久（2021年に引退）
- 三原朝彦（2021年に落選）
- 照屋寛徳（2021年に引退）
- 白眞勲（2022年に落選）
- 後藤田正純（2022年に議員辞職）
- 山本香苗（2024年に議員辞職）

## 活動実績
- 2008年6月、5回に渡る勉強会等を経て高村正彦外務大臣に公式な要請書を提出。議連が目的に掲げるリーディング・グループ加盟の早期実現を政府に求めた。
- 2008年9月、議連の要求を受けて外務省は正式に上述のリーディング・グループへの加盟を決定。同グループ事務局のフランス政府に対しその旨を公式に通知した[1]。
- 2008年11月、日本政府のリーディング・グループ参加は仏政府により正式に認められ、さっそく ギニアのコナクリで開催される第5回総会への正式メンバーとしての参加が実現する。総会は同月6日から7日の2日間の日程で開催され、日本からは市民団体もオブザーバーとして参加している[2]。